# Jeanbouillonia
Jeanbouillonia is een geslacht van neteldieren uit de familie van de Jeanbouilloniidae.

## Soort
- Jeanbouillonia maserati Pagès, Flood & Youngbluth, 2006